# لوبوویژ
لوبوویژ (به لاتین: Lubowierz) یک روستا در لهستان است که در گمینا ستار بروس واقع شده‌است.